# الرأس الأخضر
جمهورية كابو فيردي أو جمهورية الرأس الأخضر أو (بالبرتغالية: Cabo Verde؛ تُلفظ: كابو فيردي) هي دولة جزرية في قارة أفريقيا، تتكون من أرخبيل مؤلف من عشر جزر بركانية تقع في وسط المحيط الأطلسي، إلى الغرب من سواحل شمال أفريقيا. كانت في فترة من الفترات مركزا لتجارة العبيد عبر الأطلسي. تقع جزر الرأس الأخضر على بعد 570 كيلومتر من سواحل السنغال في المحيط الأطلنطي، وتتكون الجزر من قسمين: جزر جبلية وعرة وجزر سهلية منبسطة، ومناخ الجزر معتدل طوال العام بالنسبة لموقعها البحري وأهم هذه الجزر سانتاغو، وهي أكبر الجزر، وبها مدينة برايا العاصمة، ثم جزيرة القديسة ونسانت، وجزيرة سانتا أنتاو، جزيرة فوغو، وجزيرة نيكولو، وجزيرة مايو، وجزيرة سانتالوسيا، اكتشف هذه الجزر البرتغاليون سنة 1460م، وتشكل هذه الجزر موقعاً ممتازاً في المحيط الأطلنطي ولهذا احتلتها البرتغال واستقلت سنة 1975م.
تبلغ مساحة اليابسة مجتمعة نحو 4,033 كيلومترًا مربعًا (1,557 ميلًا مربعًا). تقع هذه الجزر على بعد 600 حتى 850 كيلومترًا (320 حتى 460 ميلًا بحريًا) غرب شبه جزيرة الرأس الأخضر الواقعة في أقصى نقطة في غرب إفريقيا القارية. وتشكل جزر الرأس الأخضر جزءًا من منطقة ماكارونيزيا البيئية، إلى جانب جزر الأزور، وجزر الكناري، وماديرا وجزر سافاج.
ظل أرخبيل الرأس الأخضر غير مأهول حتى القرن الخامس عشر، عندما اكتشف المستكشفون البرتغاليون الجزر واستعمروها، وأسسوا بذلك أول مستوطنة أوروبية في المناطق الاستوائية. وبفضل وقوعها في مكان مناسب للعب دور في تجارة العبيد عبر الأطلسي، ازدهرت الرأس الأخضر اقتصاديًا في خلال القرنين السادس عشر والسابع عشر، واجتذبت التجار والقراصنة المفوضون والقراصنة المنفردون. تدهورت اقتصاديًا في القرن التاسع عشر بسبب منع تجارة الرقيق عبر المحيط الأطلسي، وهاجر العديد من سكانها في خلال تلك الفترة. ولكن، تعافت الرأس الأخضر اقتصاديًا تدريجيًا لتصبح مركزًا تجاريًا مهمًا ونقطة توقف مفيدة على طول طرق الشحن الرئيسية. في عام 1951، أسست الرأس الأخضر كإحدى مقاطعات ما وراء البحار البرتغالية، لكن واصل سكانها حملتهم من أجل الاستقلال، والذي حققوه في عام 1975.
كانت الرأس الأخضر منذ أوائل التسعينيات ديمقراطية تمثيلية مستقرة، وظلت إحدى أكثر البلدان تقدمًا وديمقراطية في إفريقيا. يفتقر اقتصادها النامي إلى الموارد الطبيعية، وهو موجه غالبًا نحو الخدمات، مع تركيز متزايد على السياحة والاستثمار الأجنبي. يبلغ عدد سكانها نحو 483,628 (حسب تعداد عام 2021) هم غالبًا من تراث إفريقي وأوروبي مختلط، ومعظهم من الرومان الكاثوليك، ما يعكس إرث الحكم البرتغالي. يوجد مجتمع كبير لمغتربي الرأس الأخضر في جميع أنحاء العالم، وخاصةً في الولايات المتحدة والبرتغال، ويفوق عدد سكان الجزر كثيرًا. وتعد الرأس الأخضر دولة عضو في الاتحاد الإفريقي.
تعد البرتغالية اللغة الرسمية في الرأس الأخضر، وهي لغة التعليم والحكومة، وتستخدم في الصحف والتلفزيون والراديو. في حين تعتبر كريولية الرأس الأخضر اللغة الوطنية المعترف بها، والتي تتحدث بها الغالبية العظمى من السكان.

## أصل التسمية
اسم البلد نابغ من اسم قريب لشبه جزيرة الرأس الأخضر على الساحل السنغالي, والتي كان اسمها في الأصل «كابو فيردي» عندما اكتشفت من قبل المستكشفين البرتغاليين عام 1444، (فيردي كلمة برتغالية وتعني أخضر). ولكن في 24 أكتوبر 2013 طلبت حكومة كابو فيردي من الأمم المتحدة وجميع الدول عدم ترجمة الاسم بلغتها الرسمية البرتغالية إلى لغاتها المختلفة. واعتبر ذلك نوعا من تغير الاسم مع إن الاسم لم يتغير بالبرتغالية بل باللغات الأخرى التي صارت تكتب الاسم كما هو مستعارا حسب لفظه، ويمكن إضافة ترجمته بين قوسين. لذلك فإن اسم هذه الدولة بالعربية انتقل من حرف الراء إلى حرف الكاف.

## تاريخ
قبل وصول الأوروبيين، كانت جزر كابو فيردي غير مأهولة. اكتشف أرخبيل جزر كابو فيردي الملاحون الإيطاليون والبرتغاليون حوالي العام 1456، ووفقاً للسجلات الرسمية البرتغالية كان أول اكتشاف من قبل المستكشف الإيطالي أنطونيو دي نولي المولود في جنوة الذي عُيّن بعد ذلك حاكما لكابو فيردي من قبل الملك البرتغالي ألفونسو الخامس .

## السياسة

### نظام الحكم
كابو فيردي دولة ديمقراطية مستقرة. دستور كابو فيردي الذي اعتمد في عام 1980 ونقح في عام 1992 ،1995 و1999، يشكل أساس الحكومة. الرئيس هو رأس الدولة ويُنتخب باقتراع شعبي لمدة 5 سنوات. رئيس الوزراء هو رأس الحكومة، ويقترح وزراء آخرين ووزراء الخارجية. تُرشح الجمعية الوطنية رئيس الوزراء ويعينه رئيس الجمهورية. يُنتخب أعضاء الجمعية الوطنية باقتراع شعبي لمدة 5 سنوات. الآن ثلاثة أحزاب على مقاعد في الجمعية الوطنية PAICV - 40، MPD 30 ،، والاتحاد الديمقراطي المستقل (UCID) (2).

### النظام القضائي
يتألف النظام القضائي من محكمة العدل العليا — التي يُعين أعضائها من قبل الرئيس والجمعية الوطنية ومجلس القضاء— والمحاكم الإقليمية. محاكم منفصلة تهتم بقضايا مدنية ودستورية ،و جنائية.
تتبع كابو فيردي سياسة عدم الانحياز، وتسعى لعلاقات التعاون مع جميع الدول الصديقة. لدى أنغولا والبرازيل وجمهورية الصين الشعبية وكوبا وفرنسا وألمانيا والبرتغال وإسبانيا والسنغال وروسيا، والولايات المتحدة سفارات ببرايا. كابو فيردي مسهمة بنشاط في الشؤون الخارجية، ولا سيما في أفريقيا. ولديها علاقات ثنائية مع بعض الدول الناطقة بالبرتغالية، وتحمل عضوية في عدد من المنظمات الدولية. كما تشارك في معظم المؤتمرات الدولية بشأن القضايا الاقتصادية والسياسية. لدى كابو فيردي شراكة خاصة مع الاتحاد الأوروبي، وربما تتقدم بطلب للعضوية. يتكون جيش كابو فيردي من خفر السواحل والقوات المسلحة.

### التقسيمات الإدارية
- تنقسم جمهورية كابو فيردي إداريا إلى 22 بلدية وهي بدورها مقسمة إلى 32 أبرشية.
- وهذه قائمة الـ 22 بلدية :
- سان تياغو
  - ترافال (1)
  - ساو ميغال (2)
  - ساو سلفادور دو موندو (3)
  - سانتا كروز (4)
  - ساو دومينغوس (5)
  - برايا (6)
  - ريبيرا غراندي (7)
  - ساو لورنسو دوس أورغاووس (8)
  - سانتا كاتارينا (9)
- برافا (10)
- فوغو
  - ساو فيليب (11)
  - سانتا كاتارينا (12)
  - موستيروس (13)
- مايو (14)
- بوا فيستا (15)
- سال (16)
- ساو نيكولو
  - ريبيرا برافا (17)
  - ترافال دي ساو نيكولو (18)
- ساو فيسونت (19)
- سانتو أنتاو
  - بورتو نوفو (20)
  - ريبيرا غراندي (21)
  - بول (22)

## السكان
قدر عدد سكان جمهورية كابو فيردي بنحو 516,733 في سنة 2010، أغلبهم خليط برتغالي أفريقي، يتحدثون لهجة (كريول) إلى جانب اللغة البرتغالية، وهناك جالية كبيرة من سكان الجزر تعيش في السنغال والبرازيل.

### الدين
الغالبية العظمى من السكان مسيحيون، 85 % كاثوليك، والباقي بروتستانت يتبعون كنائس مختلفة بالإضافة لوجود جاليتين صغيرتين للمسلمين والبهائيين. وصل الإسلام إلى هذه الجزر بوصول المهاجرين من غربي أفريقيا وكذلك بوصول الرقيق الأفريقي الذي جلبه البرتغاليون إلى الجزر. وهناك نسبة 1% من غير المؤمنين.

## الاقتصاد
يشتكي اقتصاد الجزيرة من فقر في الموارد الطبيعيّة بما في ذلك نقص حاد في موارد الماء المتفاقمة بواسطة موجات الجفاف الطويلة الأمد. الاقتصاد يعتمد بشكل أساسي على الخدمات مثل التجارة، وسائل النقل، السياحة، تسهم بـ66% من الدخل القومي. بالرّغم من أن 70% تقريبا من السكّان يعيشون في الأرياف، كانت حصّة الزراعة في 2004 من الدخل القومي 12% وأهم المحاصيل «قصب السكر، والذرة، والبن، والموز»، للّتي قدّر صيد السّمك 1.5%. حوالي 82% لغذاء يجب أن يستورد. إمكانيّة صيد السّمك، غالبا سرطان بحري وتونا، لم تستغل تماما. تعاني الرأس الأخضر سنويّا من العجز التجاريّ العالي، المموّل بواسطة مساعدات أجنبيّة وحوالات من مهاجرين؛ تتجه الإصلاحات الاقتصاديّة نحو تطوير القطاع الخاص واستقطاب الاستثمارات الأجنبيّة لتنويع مصادر الدخل.
حلّت جمهورية الرأس الأخضر في المركز 91 في مؤشر الابتكار العالمي عام 2023، وتقدمت مركزاً واحداً في مؤشر 2024 لتصبح في المركز 90.

## الجغرافيا

### الطقس
- معتدل؛ الصيف جافّ، دافئ؛

| البيانات المناخية لـمدينة برايا   | البيانات المناخية لـمدينة برايا | البيانات المناخية لـمدينة برايا | البيانات المناخية لـمدينة برايا | البيانات المناخية لـمدينة برايا | البيانات المناخية لـمدينة برايا | البيانات المناخية لـمدينة برايا | البيانات المناخية لـمدينة برايا | البيانات المناخية لـمدينة برايا | البيانات المناخية لـمدينة برايا | البيانات المناخية لـمدينة برايا | البيانات المناخية لـمدينة برايا | البيانات المناخية لـمدينة برايا | البيانات المناخية لـمدينة برايا |
| الشهر                             | يناير                           | فبراير                          | مارس                            | أبريل                           | مايو                            | يونيو                           | يوليو                           | أغسطس                           | سبتمبر                          | أكتوبر                          | نوفمبر                          | ديسمبر                          | المعدل السنوي                   |
| --------------------------------- | ------------------------------- | ------------------------------- | ------------------------------- | ------------------------------- | ------------------------------- | ------------------------------- | ------------------------------- | ------------------------------- | ------------------------------- | ------------------------------- | ------------------------------- | ------------------------------- | ------------------------------- |
| متوسط درجة الحرارة الكبرى °م (°ف) | 24 (75)                         | 23 (73)                         | 24 (75)                         | 25 (77)                         | 26 (79)                         | 26 (79)                         | 28 (82)                         | 28 (82)                         | 29 (84)                         | 28 (82)                         | 27 (81)                         | 25 (77)                         | 25 (77)                         |
| متوسط درجة الحرارة الصغرى °م (°ف) | 19 (66)                         | 18 (64)                         | 19 (66)                         | 20 (68)                         | 20 (68)                         | 21 (70)                         | 23 (73)                         | 24 (75)                         | 24 (75)                         | 24 (75)                         | 23 (73)                         | 21 (70)                         | 20 (68)                         |
| الهطول مم (إنش)                   | —                               | —                               | —                               | —                               | —                               | —                               | 10 (0.4)                        | 90 (3.5)                        | 50 (2.0)                        | 40 (1.6)                        | −10 (0)                         | —                               | 290 (11.4)                      |
| المصدر: Weatherbase.com           |                                 |                                 |                                 |                                 |                                 |                                 |                                 |                                 |                                 |                                 |                                 |                                 |                                 |

## الرياضة

### كرة القدم
منتخب الرأس الأخضر لكرة القدم الملقب بأسماك القرش الزرقاء (Tubarões Azuis)هو المنتخب الوطني للرأس الأخضر ويسيره اتحاد الرأس الأخضر لكرة القدم. شارك الفريق في كأس الأمم الإفريقية أربع مرات، أعوام2013، 2015، 2021 و2023 .

## المصدر
1. 1 2 3 4 5 6 7 8 9 10 11 12 13 14 15 16  . قاعدة بيانات البنك الدولي. {{استشهاد ويب}}: الوسيط |title= غير موجود أو فارغ (من ويكي بيانات) (مساعدة) والوسيط |مسار= غير موجود أو فارع (مساعدة)
2. ↑  . البنك الدولي https://data.worldbank.org/indicator/NY.GDP.MKTP.CD. اطلع عليه بتاريخ 2023-08-26. {{استشهاد ويب}}: |url= بحاجة لعنوان (مساعدة) والوسيط |title= غير موجود أو فارغ (من ويكي بيانات) (مساعدة)
3. ↑  "إجمالي الناتج المحلي (القيمة الحالية بالدولار الأمريكي) - Cabo Verde / Data". مؤرشف من الأصل في 2021-12-06. اطلع عليه بتاريخ 2022-10-01.
4. ↑   https://data.worldbank.org/indicator/SI.POV.GINI. {{استشهاد ويب}}: |url= بحاجة لعنوان (مساعدة) والوسيط |title= غير موجود أو فارغ (من ويكي بيانات) (مساعدة)
5. ↑  تقرير التنمية البشرية، برنامج الأمم المتحدة الإنمائي، 2022، QID:Q1185686
6. ↑  "International Numbering Resources Database" (بالإنجليزية). Retrieved 2016-07-08.
7. 1 2  "International Numbering Resources Database" (بالإنجليزية). Retrieved 2016-07-08.
8. ↑   https://web.archive.org/web/20181225111225/http://chartsbin.com/view/edr. مؤرشف من الأصل في 2018-12-25. {{استشهاد ويب}}: |archive-url= بحاجة لعنوان (مساعدة) والوسيط |title= غير موجود أو فارغ (من ويكي بيانات) (مساعدة)
9. ↑  الدول الأعضاء- الصفحة الرئيسية نسخة محفوظة 03 أكتوبر 2017 على موقع واي باك مشين.
10. ↑  "Constituição da República de Cabo Verde" (PDF). ICRC databases on international humanitarian law. Article 9. مؤرشف (PDF) من الأصل في 2017-03-12. اطلع عليه بتاريخ 2017-03-11.
11. ↑  Lobban, p. 4. نسخة محفوظة 27 أغسطس 2016 على موقع واي باك مشين. [وصلة مكسورة]
12. 1 2 3 4 5 6 7  Cape Verde background note. وزارة الخارجية الأمريكية (July 2008). "نسخة مؤرشفة". مؤرشف من الأصل في 2018-04-10. اطلع عليه بتاريخ 2018-01-31.{{استشهاد ويب}}:  صيانة الاستشهاد: BOT: original URL status unknown (link)
13. ↑  Percival, Debra, "Cape Verde-EU ‘Special Partnership’ takes shape" نسخة محفوظة 3 أكتوبر 2011 على موقع واي باك مشين. "The Courier", المفوضية الأوروبية publication, May 25, 2008 نسخة محفوظة 01 أغسطس 2015 على موقع واي باك مشين.
14. ↑  Cape Verde could seek EU membership this year نسخة محفوظة 07 يوليو 2009 على موقع واي باك مشين.
15. ↑  State.gov نسخة محفوظة 19 يناير 2012 على موقع واي باك مشين.
16. ↑  WIPO. "Global Innovation Index 2023, 15th Edition". www.wipo.int (بالإنجليزية). DOI:10.34667/tind.46596. Archived from the original on 2024-02-23. Retrieved 2023-10-29.
17. ↑  المنظمة العالمية للملكية الفكرية (2024). "Global Innovation Index 2024. Unlocking the Promise of Social Entrepreneurship". www.wipo.int. Geneva. ص. 18. DOI:10.34667/tind.50062. ISBN:978-92-805-3681-2. مؤرشف من الأصل في 2024-12-10. اطلع عليه بتاريخ 2024-10-22.
18. ↑  المنظمة العالمية للملكية الفكرية (2024). "Global Innovation Index 2024: Unlocking the Promise of Social Entrepreneurship". www.wipo.int (بالإنجليزية). p. 18. DOI:10.34667/tind.50062. ISBN:978-92-805-3681-2. Archived from the original on 2024-12-10. Retrieved 2024-10-06.
19. ↑  "Africa Cup of Nations: Cape Verde and Ethiopia qualify". BBC Sport. مؤرشف من الأصل في 2015-03-27. اطلع عليه بتاريخ 2014-09-24.

- الأقليات المسلمة في أفريقيا –سيد عبد المجيد بكر.